# Преступление и наказание (фильм, 1969)
«Преступление и наказание» — советский художественный фильм, снятый в 1969 году режиссёром Львом Кулиджановым по сюжету одноимённого романа Фёдора Достоевского. Для Татьяны Бедовой это была первая роль в кино.

## Сюжет
Студент Родион Раскольников, желая проверить свою теорию разделения людей на «тварей дрожащих» и «Наполеонов» (так же «право имеющих»), убивает топором старуху-процентщицу и её сестру, случайно оказавшуюся в этот момент в квартире. Содеянное ужасает Родиона.
Раскольников в смятении — он не может найти себе места. Его сестра Дуня собирается замуж без любви, теория о «необыкновенном человеке» разваливается на глазах, а сам Родион всё глубже погружается в пучину страхов и кошмаров. Он чувствует, что начинает сходить с ума, а тем временем расследующий убийство процентщицы следователь Порфирий Петрович всё ближе и ближе подбирается к Раскольникову.
Судьба сводит его с Сонечкой Мармеладовой. Молодой девушке, оставшейся без родителей, пришлось «пойти по желтому билету», чтобы выжить. Именно она убеждает Родиона признаться в убийстве. Раскольников является в полицию и признаётся в содеянном.

## В ролях
- Георгий Тараторкин — Родион Романович Раскольников, главный герой
- Иннокентий Смоктуновский — Порфирий Петрович, следователь
- Татьяна Бедова — Софья Семёновна Мармеладова, проститутка, возлюбленная Раскольникова
- Виктория Фёдорова — Авдотья Романовна Раскольникова, сестра Родиона
- Ефим Копелян — Аркадий Иванович Свидригайлов, помещик
- Евгений Лебедев — Семён Захарович Мармеладов, отец Сони
- Майя Булгакова — Катерина Ивановна Мармеладова, мачеха Сони
- Ирина Гошева — Пульхерия Александровна Раскольникова, мать Родиона
- Владимир Басов — Пётр Петрович Лужин
- Александр Павлов — Дмитрий Прокофьевич Разумихин, приятель Раскольникова
- Елизавета Евстратова — Алёна Ивановна, старуха-процентщица
- Любовь Соколова — Лизавета, сестра Алёны Ивановны
- Инна Макарова — Настасья
- Валерий Носик — Александр Григорьевич Заметов
- Юрий Медведев — Андрей Семёнович Лебезятников, приятель Лужина
- Евгений Лазарев — Зосимов
- Юрий Саранцев — поручик Илья Петрович (Порох)
- Юрий Волков — Никодим Фомич
- Константин Адашевский — извозчик
- Николай Афанасьев — солидный чиновник
- Анатолий Абрамов — дворник
- Владимир Васильев — шарманщик
- Евгений Гуров — посетитель ресторана
- Сергей Никоненко — Николай
- Владимир Носик — трактирный слуга
- Пётр Репнин — доктор
- Дзидра Ритенберга — Луиза Ивановна
- Виктор Рождественский — священник
- Николай Романов — чиновник
- Иван Рыжов — Тит Васильевич, рабочий
- Эрика Ферда — Амалия Ивановна Липпевехзель
- Виктор Чекмарёв — мещанин, помощник Порфирия Петровича
- Анатолий Яббаров — гость на поминках
- Владимир Белокуров — трактирщик (нет в титрах)

## Съёмочная группа
- Авторы сценария: Лев Кулиджанов, Николай Фигуровский
- Режиссёр: Лев Кулиджанов
- Оператор: Вячеслав Шумский
- Художник: Пётр Пашкевич
- Композитор: Михаил Зив
- Звукорежиссёр: Дмитрий Белевич